# Liste brasilianischer Maler
Die Liste brasilianischer Maler enthält Künstler aus allen Zeiten, die sich hauptsächlich der Malerei gewidmet haben oder als Maler bekannt geworden sind.
Die Aufnahme in die Liste erfolgt nach den Kriterien für Bildende Künstler der deutschsprachigen Wikipedia. Sie ist nicht auf Vollständigkeit ausgelegt.

## A
- Charlotta Adlerova (1908–1989)
- Georgina de Albuquerque (1885–1962)
- Lucílio de Albuquerque (1877–1939)
- Almeida Júnior (1850–1899)
- Francisco Pedro do Amaral (1790–1831)
- Tarsila do Amaral (1886–1973)
- Pedro Américo (1843–1905)
- Rodolfo Amoedo (1857–1941)
- Abigail de Andrade (1864– ca. 1890)
- Constantine Andreou (1917–2007)
- Luiz Aquila (* 1943)

## B
- Felix Bernardelli (1866–1908)
- Aldo Bonadei (1906–1974)
- Alice Brill (1920–2013)
- Romero Britto (* 1963)
- Abraham-Louis Buvelot (1814–1888)

## C
- João Câmara Filho (* 1944)
- Delfim da Câmara (1834–1916)
- Hipólito Boaventura Caron (1862–1892)
- Giovanni Battista Castagneto (1851–1900)
- Emil Bauch (1823– um 1890)
- Alejandro Ciccarelli (1811–1879)
- Sandra Cinto (* 1968)
- Lygia Clark (1920–1988)
- Ismênia Coaracy (1918–2022)
- Alcides Cruz (1913–1986)

## D
- Emiliano Di Cavalcanti (1897–1976)
- Antonio Dias (1944–2018)
- Fernando Dias da Silva (1920–2012)
- Manuel Dias de Oliveira (1764–1837)
- Thomas Georg Driendl (1849–1916)

## E
- Augustus Earle (1793–1838)
- Gisela Eichbaum (1920–1996)
- Adrian Henri Vital van Emelen (1868–1943)

## F
- Levino Fanzeres (1884–1956)
- Cândido Aragonez de Faria (1849–1911), Karikaturist, Illustrator
- Sérgio Ferro (* 1938)
- Sidival Fila (* 1962)
- Georg Fischer-Elpons (1866–1939)
- Samson Flexor (1907–1971)
- Joaquim José da França Júnior (1838–1890)
- Siron Franco (* 1947)
- Agostinho Batista de Freitas (1927–1997), naive Malerei
- Cimbelino de Freitas (1887–1970)

## G
- Domingo García y Vásquez (1859–1912)
- Rubens Gerchman (1942–2008)
- Clóvis Graciano (1907–1988)
- Johann Georg Grimm (1846–1887)
- Grupo Santa Helena (Künstlergruppe)
- Alberto da Veiga Guignard (1896–1962)

## H
- Hansen-Bahia (1915–1978)
- Horácio Hora (1853–1890)

## I
- Fábio Innecco (* 1936)

## K
- Ernestina Karman (1915–2004)
- Eleonore Koch (1926–2018)
- Frans Krajcberg (1921–2017)

## L
- Paulo Laender (* 1945)
- Judith Lauand (1922–2022)
- Walter Lewy (1905–1995)
- Aldo Locatelli (1915–1962)

## M
- Manabu Mabe (1924–1997)
- Juarez Machado (* 1941)
- Solange Magalhaes (* 1939)
- Anita Malfatti (1889–1964)
- Denis Mandarino (* 1964)
- Aldemir Martins (1922–2006)
- Manuel Martins (1911–1979)
- Eusébio de Matos (1629–1692)
- Almir Mavignier (1925–2018)
- José Maria de Medeiros (1849–1925)
- Victor Meirelles (1832–1903)
- Beatriz Milhazes (* 1960)
- Sérgio Milliet (1898–1966)
- Sergio Rossetti Morosini (* 1953)
- Djanira da Motta e Silva (1914–1979)

## N
- Naza (* 1955)
- Ismael Nery (1900–1934)
- Wega Nery (1912–2007)
- Artur José Nísio (1906–1974)

## O
- Tomie Ohtake (1913–2015)
- Hélio Oiticica (1937–1980)
- Oscar Oiwa (* 1965)
- Fayga Ostrower (1920–2001)

## P
- José Pancetti (1902–1958)
- Nina Pandolfo (* 1977)
- Karl Ernst Papf (1833–1910)
- Antônio Parreiras (1860–1937)
- Paulo Pasta (* 1959)
- Raul Pederneiras (1874–1953)
- Pedro Peres (1841–1923)
- Sílvio Pinto (1918–1997)
- Antônio Rafael Pinto Bandeira (1863–1896)
- Arthur Luiz Piza (1928–2017)
- Candido Portinari (1903–1962)
- Manuel de Araújo Porto-Alegre (1806–1879)
- Colette Pujol (1913–1999)

## R
- Francisco Rebolo (1902–1980)
- Vicente do Rego Monteiro (1899–1970)
- Francisco Joaquim Gomes Ribeiro (um 1855 – um 1900)
- Alfredo Rizzotti (1909–1972)
- Glauco Rodrigues (1929–2004)
- Humberto Rosa (1908–1948)

## S
- Simplício Rodrigues de Sá (1785–1839)
- Luis Sacilotto (1924–2003)
- Mira Schendel  (1919–1988)
- Lasar Segall (1891–1957)
- Estêvão Silva (1845–1891)

## T
- Amelia Toledo (1926–2017)

## V
- Rubem Valentim (1922–1991)
- Henri Nicolas Vinet (1817–1876)
- Alfredo Volpi (1896–1988)
- Eliseu Visconti (1866–1944)

## W
- Pedro Weingärtner (1853–1929)

## X
- Niobe Xandó (1915–2010)

## Z
- Emmanuel Zamor (1840–1917)
- Mario Zanini (1907–1971)